# Conrad Malte-Brun
Pour son fils, aussi géographe, voir Victor Adolphe Malte-Brun.
Pour les articles homonymes, voir Malte et Brun.
Conrad Malte-Brun, de son nom d'origine Malthe Conrad Bruun, né le 12 août 1775 à Thisted au Danemark et mort le 14 décembre 1826 à Paris, est un géographe français.

## Biographie
Né dans une famille bourgeoise (son père est administrateur des domaines de la Couronne danoise après avoir fait carrière dans l'armée), Conrad est destiné à devenir pasteur, mais son goût des lettres l'entraîne vers l'université de Copenhague à l'âge de 15 ans. Il y découvre les idées de la Révolution française et prône publiquement la liberté de la presse. Dans le cadre de la censure instaurée par le prince Frédéric au mois de septembre 1799, il fut inculpé comme auteur de pamphlets critiques envers le gouvernement, en particulier le Catéchisme des Aristocrates (1795). Prévenu par le sort qui avait été réservé à son compatriote Peter Andreas Heiberg, condamné à l'exil à la Noël 1799, il préféra devancer les réquisitions du tribunal (qui ne furent prises qu'à la fin de l'année 1800) et gagna d'abord la Suède, avant de s'établir à Hambourg. Finalement, il arrive en France en novembre 1799. Il a 24 ans. Son idée est de doter son pays d'adoption d'un traité de géographie qui n'existe pas encore à l'inverse de l'Allemagne et de la Grande-Bretagne. Sa rencontre avec Edme Mentelle, professeur à l'École normale chargé de réformer les manuels de géographie, est déterminante. Leur travail commun produit une Géographie mathématique, physique et politique de toutes les parties du monde en seize volumes parus de 1803 à 1807.
Conrad, bon journaliste et convaincu que seules de bonnes publications feront progresser la science, fonde en 1807, Les Annales des voyages et en 1819, Les Annales des voyages, de la géographie et de l'histoire. Il collabore aussi au Journal des débats .
En 1807, les armées de Napoléon atteignent la Pologne ; or, aucun ouvrage digne de ce nom n'existait en français sur ce pays. Un Tableau de la Pologne est demandé à Conrad Malte-Brun et celui-ci s'acquitte de sa tâche en six mois, ce qui établit définitivement sa renommée.
Il est, en 1812, l'inventeur du néologisme français « Océanie ».
Malte-Brun n'est pas un géographe de terrain ; il s'inspire de nombreux récits tout en étant l'inventeur des termes Science géographique et du concept des « Sociétés de la géographie » qui connaîtront un évident succès sur tous les continents à partir de l'exemple français. Il consacre une bonne partie de ses ouvrages à la géographie physique mais le vocabulaire à sa disposition reste limité par son imprécision. Il tente d'améliorer le système d'interprétation défini par Buache, géographe du roi précurseur de la discipline, autour des bassins hydrographiques, non sans égarements, faute de concepts suffisants pour définir de manière satisfaisante les formes physiques qu'il observe.
Son œuvre majeure est le Précis de géographie universelle ou Description de toutes les parties du monde publié à partir de 1810, première géographie universelle française. Cette œuvre, dont le dernier volume paraît en 1829 après la mort de Malte-Brun, connaît un succès considérable (en dépit des accusations de plagiats qui ne manquent pas) si on en juge par le nombre de rééditions et d'augmentations dont elle fait l'objet jusqu'au moment où la Géographie universelle de Reclus la détrône après 1860.
Il est, avec Jean-Baptiste Eyriès, le directeur du Journal des Voyages auquel ils adjoignent Philippe François Lasnon de La Renaudière comme collaborateur, celui-ci ayant fourni une Histoire de l'origine et des progrès de la géographie et un Abrégé de la géographie ancienne au Traité élémentaire de géographie de Malte-Brun. Lasnon de La Renaudière rédige aussi une Notice sur son maître et ami Conrad Malte-Brun.
Après la fondation de la Société de géographie en 1821, il en est le premier secrétaire général, pour les années 1822-1824. Son deuxième fils, Victor-Adolphe, est lui aussi géographe et à son tour secrétaire général de la Société de géographie de 1859 à 1866.
Une rue du 20e arrondissement de Paris porte son nom depuis 1877.

## Œuvres
- Géographie mathématique, physique, politique, Paris, 1803-1807
- Précis de la géographie universelle, 7 vol., 1820-1827
- Annales des Voyages, avec Jean-Baptiste Benoît Eyriès, de 1808-1826.
- Précis de géographie universelle ou Description de toutes les parties du monde, 6 vol., 1810 ( 5e édition de 1845-1847[3] )
- Géographie complète et universelle
  - Géographie complète et universelle nouvelle édition, continuée jusqu’à nos jours, d’après les documents scientifiques les plus récents. Les derniers voyages et les dernières découvertes, t. deuxième, Paris, Morizot, 1856, 583 p. (lire en ligne)
  - Géographie complète et universelle nouvelle édition, continuée jusqu’à nos jours, d’après les documents scientifiques les plus récents. Les derniers voyages et les dernières découvertes, t. quatrième, Paris, Morizot, 1856, 336 p. (lire en ligne)
  - Géographie complète et universelle nouvelle édition, continuée jusqu’à nos jours, d’après les documents scientifiques les plus récents. Les derniers voyages et les dernières découvertes, t. cinquième, Paris, Morizot, 1856, 672 p. (lire en ligne)
  - Géographie complète et universelle nouvelle édition, continuée jusqu’à nos jours, d’après les documents scientifiques les plus récents. Les derniers voyages et les dernières découvertes, t. sixième, Paris, Morizot, 1856, 708 p. (lire en ligne)
  - Géographie complète et universelle nouvelle édition, continuée jusqu’à nos jours, d’après les documents scientifiques les plus récents. Les derniers voyages et les dernières découvertes, t. septième, Paris, Morizot, 1856, 370 p. (lire en ligne)
- Tableau de la Pologne ancienne et moderne, Paris, 1807
- Mélanges scientifiques et littéraires, 3 vol., 1828